# Laelia
Laelia is een geslacht van vlinders uit de familie van de spinneruilen (Erebidae), uit de onderfamilie van de donsvlinders (Lymantriinae). De wetenschappelijke naam van dit geslacht is voor het eerst voorgesteld door James Francis Stephens in een publicatie uit 1828.

## Soorten
- L. actuosa Hering, 1926
- L. acuta Bethune-Baker, 1913
- L. adalia Swinhoe, 1900
- L. adara (Moore, 1859)
- L. aegra Hering, 1926
- L. aethiopica Bethune-Baker, 1908
- L. albimaculata (Hering, 1926)
- L. amabilis Aurivillius, 1879
- L. amata (Hering, 1926)
- L. amaura Hering, 1926
- L. amaurotera Collenette, 1932
- L. anamesa Collenette, 1934
- L. andricela Collenette, 1936
- L. angustipennis (Walker, 1855)
- L. atestacea Hampson, 1893
- L. atrifilata (Hampson, 1905)
- L. atrisquamata Hampson, 1910
- L. aurea Janse, 1915
- L. aureus Janse, 1915
- L. aurivillii (Hering, 1926)
- L. barsineides Holland, 1893
- L. basibrunnea (Holland, 1893)
- L. basifurca (Walker, 1865)
- L. batoides Plötz, 1880
- L. bethuneana Strand, 1914
- L. bifascia Hampson, 1905
- L. bilati Dufrane, 1943
- L. bonaberiensis (Strand, 1915)
- L. bryophilina (Hampson, 1910)
- L. buana Moore, 1859
- L. buruana Holland, 1900
- L. calamaria Hampson, 1900
- L. cardinalis Hampson, 1893
- L. clarki Janse, 1915
- L. coenosa (Hübner, 1808) — Moerasspinner
- L. colon Hampson, 1891
- L. confinis (Distant, 1899)
- L. conioptera Collenette, 1936
- L. croperoides Hering, 1926
- L. curvivirgata Karsch, 1895
- L. dabano Collenette, 1934
- L. danva (Schaus & Clements, 1893)
- L. devestita Walker, 1865
- L. diascia Hampson, 1905
- L. dochmia Collenette, 1960
- L. ecscota (Hampson, 1905)
- L. eos Hering, 1926
- L. erythrobaphes Collenette, 1934
- L. esthlopis (Collenette, 1953)
- L. eutricha Collenette, 1931
- L. exclamationis Kollar, 1848
- L. extatura (Distant, 1897)
- L. extorta (Distant, 1897)
- L. extrema Hering, 1926
- L. farinosa Röber, 1925
- L. fasciata Moore, 1883
- L. figlina Distant, 1899
- L. flandria Collenette, 1937
- L. formosana Strand, 1914
- L. fracta Schaus & Clements, 1893
- L. fulvicosta Hampson, 1910
- L. furva Turner, 1931
- L. fusca (Walker, 1855)
- L. gephyra (Hering, 1926)
- L. gigantea Hampson, 1910
- L. gwelila (Swinhoe, 1903)
- L. haematica Hampson, 1905
- L. hampsoni (Hering, 1926)
- L. herbida (Walker, 1856)
- L. heringi Schultze, 1934
- L. heterogyna Hampson, 1893
- L. hodopoea Collenette, 1955
- L. hughesi (Collenette, 1933)
- L. hypoleucis Holland, 1893
- L. janenschi Hering, 1926
- L. japonibia Strand, 1911
- L. juvenis Walker, 1855
- L. lavia Swinhoe, 1903
- L. leucolepis Mabille, 1897
- L. lignicolor Holland, 1893
- L. lilacina Moore, 1884
- L. litura Walker, 1855
- L. lophietes Collenette, 1932
- L. lunensis (Hampson, 1905)
- L. lusambo Collenette, 1960
- L. lutulenta Collenette, 1960
- L. madagascariensis Collenette, 1934
- L. marginepunctata Bethune-Baker, 1908
- L. mediofasciata (Hering, 1926)
- L. melaxantha (Walker, 1865)
- L. mesoxantha Hering, 1926
- L. monoscola Collenette, 1934
- L. municipalis Distant, 1897
- L. nebrodes Collenette, 1947
- L. nigripulverea Janse, 1915
- L. nigrostriata (Kenrick, 1913)
- L. nubifuga (Holland, 1893)
- L. obsoleta Fabricius, 1793
- L. ocellata Holland, 1893
- L. octophora (Hampson, 1905)
- L. ochripalpis Strand, 1914
- L. omissa (Holland, 1893)
- L. ordinata (Karsch, 1895)
- L. orthra Collenette, 1936
- L. paetula Hering, 1926
- L. pallida Moore, 1884
- L. pantana Collenette, 1938
- L. perbrunnea Hampson, 1910
- L. phaeobalia Collenette, 1932
- L. phenax (Collenette, 1932)
- L. pheosia (Hampson, 1910)
- L. phillipinensis Collenette, 1934
- L. pluto (Hering, 1926)
- L. polia Collenette, 1936
- L. postpura (Hampson, 1905)
- L. prolata Swinhoe, 1892
- L. promissa Berio, 1940
- L. protecta Hering, 1926
- L. pulcherrima (Hering, 1926)
- L. punctulata (Butler, 1875)
- L. pyrosoma (Hampson, 1910)
- L. pyrrhothrix Collenette, 1938
- L. quadriguttata Schultze, 1934
- L. renominata Hampson, 1893
- L. rhodea Collenette, 1947
- L. rivularis Hampson, 1910
- L. robusta Janse, 1915
- L. rocana (Swinhoe, 1906)
- L. rogersi Bethune-Baker, 1913
- L. rosea Schaus & Clements, 1893
- L. rubrifilata (Hampson, 1905)
- L. rufolavia Hering, 1928
- L. siga Hering, 1926
- L. somalica Collenette, 1931
- L. stigmatica (Holland, 1893)
- L. straminea Hampson, 1910
- L. striata Wileman, 1910
- L. subrosea (Walker, 1855)
- L. subviridis Janse, 1915
- L. suffusa (Walker, 1855)
- L. swinnyi Janse, 1915
- L. testacea Walker, 1855
- L. thanatos (Hering, 1926)
- L. turneri Collenette, 1934
- L. umbrina (Moore, 1888)
- L. unicoloris van Eecke, 1928
- L. uniformis Hampson, 1891
- L. venosa Moore, 1877
- L. xyleutis Hampson, 1905